# Kościół św. Jana Chrzciciela w Nieżywięciu
Kościół świętego Jana Chrzciciela w Nieżywięciu – rzymskokatolicki kościół parafialny należący do parafii pod tym samym wezwaniem (dekanat Jabłonowo Pomorskie diecezji toruńskiej).
Parafia w Nieżywięciu została erygowana na przełomie XIII i XIV wieku i wkrótce potem na początku XIV wieku rozpoczęła się budowa murowanej świątyni. W XVIII wieku kościół otrzymał nową polichromię, a jego wnętrze zostało zbarokizowane.
Jest to świątynia wybudowana z cegły układanej w wątku gotyckim z użyciem mocno wypalanej zendrówki, na kamiennej podmurówce mającej chronić kościół przed wilgocią gruntu. Świątynia powstała jako prosta budowla jednonawowa na rzucie prostokąta bez wyodrębnionego zewnętrznie z bryły prezbiterium. Na osi fasady zachodniej dobudowana została czworokątna wieża, u góry przechodząca w ośmiokąt. Do nakrytego pierwotnie płaskim stropem wnętrza prowadzą trzy portale: zachodni znajdujący się w wieży, ostrołukowy, w górnej części uskokowy, południowy, również ostrołukowy oraz północny wykonany na przełomie XV i XVI wieku, prowadzący do zakrystii, zamknięty półkoliście, profilowany.